# Villa Clara (Argentina)
Villa Clara es un municipio del distrito Bergara del departamento Villaguay en la provincia de Entre Ríos, República Argentina. El municipio comprende la localidad del mismo nombre y un área rural. Contaba en 2022 según censo del INDEC con 3168 habitantes.
El pueblo lleva el nombre de la esposa del Barón de Hirsch, Clara Bischoffsheim. Hirsch fue un filántropo judío alemán que patrocinó la emigración judía a gran escala hacia la Argentina. Fue fundado el 27 de enero de 1902.
En el Museo Histórico Municipal Villa Clara se encuentran objetos relacionados con la colonización judía de la "Colonia Clara": inmigración judía, ferrocarril, vida cotidiana, documentos, etc.
La escuela n.º 84 Río Negro fue creada en 1911 como Escuela Nacional n.º 37 "Río Negro". En 1978 fue transferida a la provincia con su nombre actual.
La actriz Bendita Berlin y el escritor y periodista francés Joseph Kessel son dos personalidades nacidas en esta localidad.

## Parroquias de la Iglesia católica en Villa Clara
| Arquidiócesis | Paraná     |
| ------------- | ---------- |
| Parroquia     | Cristo Rey |